# 한국민날개밑들이메뚜기
한국민날개밑들이메뚜기(학명: Zubovskya koreana)는 메뚜기목 메뚜기과 민날개밑들이메뚜기속에 속하는 한국 고유종 메뚜기로, 한반도에서만 서식한다. 남·북한에 모두 분포하나 제주도에서는 서식하지 않는다. 날개가 없고 암컷이 수컷보다 더 크며, 녹색 몸체에 머리부터 가슴까지 지나는 검은색 옆선이 있다.